# Micronema bleekeri
Micronema bleekeri és una espècie de peix de la família dels silúrids i de l'ordre dels siluriformes.

## Morfologia
- Els mascles poden assolir 60 cm de longitud total.[2][3]

## Alimentació
Menja peixets, gambes i larves d'insectes aquàtics.

## Hàbitat
És un peix d'aigua dolça i de clima tropical.

## Distribució geogràfica
Es troba a Àsia: des de Cambodja i Tailàndia fins a Malàisia.